# Smartskalle
Smartskalle är ett svenskt barnprogram som hade premiär 11 november 2007 på TV 4:s Lattjo Lajban. Programmet är producerat av Happy Fiction tillsammans med TV 4 och är ett vetenskapsprogram för barn. Programmet spelades in i Tom Tits Experiments lokaler i Södertälje med omnejd.  

## Upplägg
Programmet går ut på att Tobias "Tobbe Trollkarl" Blom guidar tittarna genom vetenskapens utkant tillsammans med sina Smartskallar, där dom utför mer eller mindre vetenskapliga tester för att svara på frågor. Programmet behandlar vetenskapliga saker som bland annat; Tsiolkovskys raketprincip, Newtons lag, statisk elektricitet, och magnetism på ett barnvänligt sätt. Även ordspråks sanningshalt sätts på prov tillsammans med välkända "föräldralögner" som att man till exempel skulle få kramp om man badar inom en halvtimme efter maten.

## Manus
- Alex Kantsjö
- Daniel Ottosson

## Regi
- Säsong 1 - Johan Petersson
- Säsong 2 -Daniel Ottosson

## Rollista
- Tobias Blom
- Fredrik Lexfors
- Daniel Ottosson
- Ebba Wallmén
- Alex Kantsjö